# 파울 회르비거
파울 회르비거(독일어: Paul Hörbiger, 1894년 4월 29일~1981년 3월 5일)는 오스트리아의 배우, 각본가이다.

## 작품 목록

### 영화
- 들장미 (1957년)
- 블랙 포레스트 걸 (1950년)
- 제3의 사나이 (1949년) - 포터 역
- 오페레타 (1940년)
- 파란 여우 (1938년)
- 리벨라이 (1933년)
- 유혹의 봄 (1933년)
- 회의는 춤춘다 (1931년)
- 아스팔트 (1929년)
- 스파이 (1928년)